# Planungsregion Nürnberg

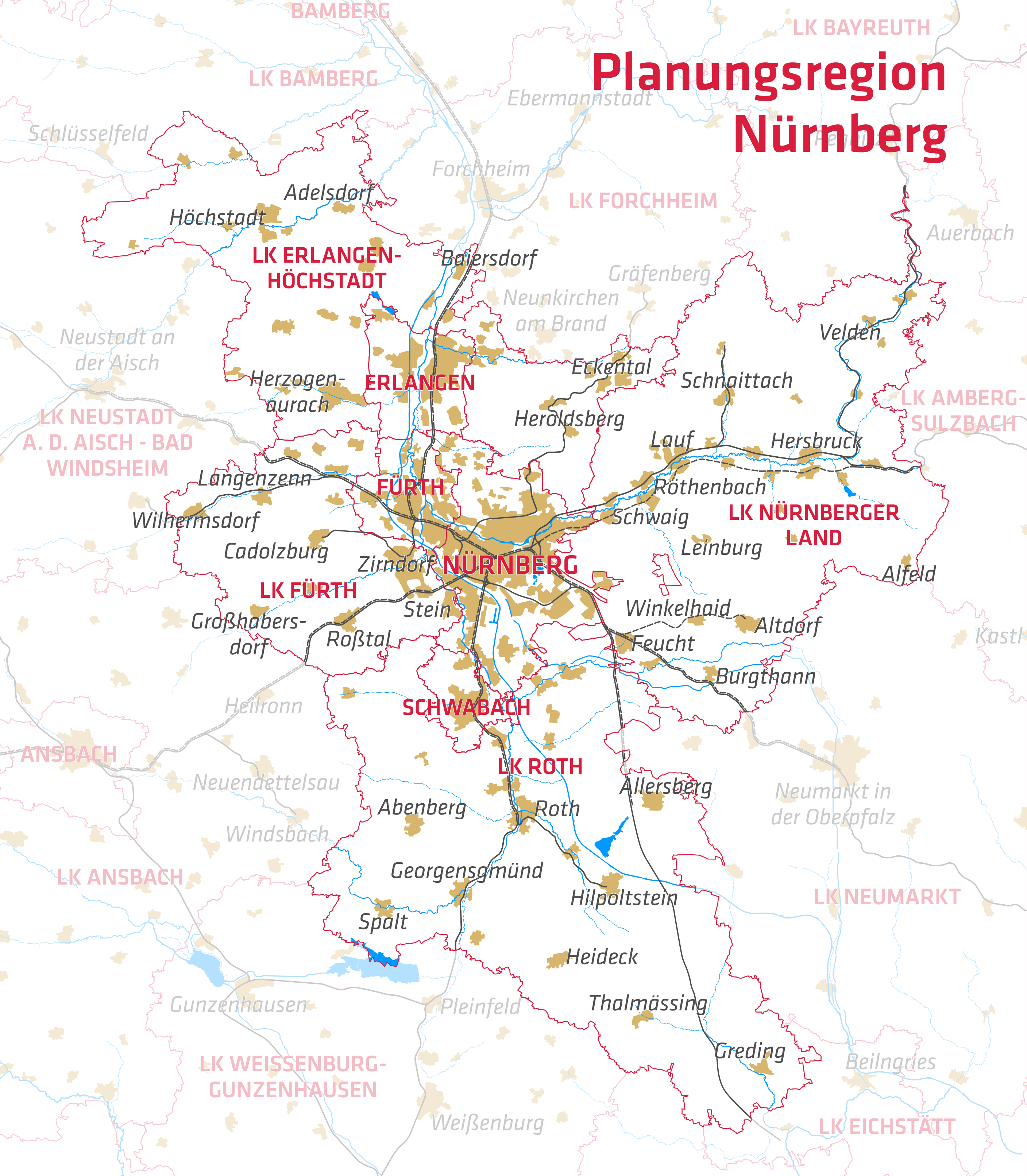
Karte der Planungsregion Nürnberg

Lage der Planungsregion in Deutschland

Die Planungsregion Nürnberg oder auch Planungsregion Nürnberg (7) genannt (kurz auch: Region Nürnberg oder Ballungsraum Nürnberg), ist eine von insgesamt 18 Planungsregionen des Freistaates Bayern. Sie bildet mit Nürnberg (Zentrum der Region) und ihren kreisfreien Nachbarstädten Fürth, Erlangen und Schwabach den Ballungsraum Nürnberg, sowie mit rund 1,4 Millionen Einwohnern den Kern der Metropolregion Nürnberg. Sie hieß bis 30. April 2014 Planungsregion Industrieregion Mittelfranken.

## Struktur
Die Planungsregion Nürnberg liegt im östlichen Teil des Regierungsbezirkes Mittelfranken und bildet den zentralen Teil der Europäischen Metropolregion Nürnberg. Im Regionalen Planungsverband Region Nürnberg sind folgende Körperschaften zusammengeschlossen: die vier kreisfreien Städte Erlangen, Fürth, Nürnberg und Schwabach und die vier Landkreise Erlangen-Höchstadt, Fürth, Nürnberger Land und Roth sowie die dazugehörigen Landkreisgemeinden. 2023 lebten in der Region 1.381.188 Einwohner, bei 471 E/km² auf einer Fläche von 2.934,67 km² in 86 Gemeinden. Davon entfielen auf die vier benachbarten, kreisfreien Städte Nürnberg, Fürth, Erlangen, Schwabach 817.309 Einwohner auf 367,5 km² (entspricht 2.224 E/km²), welche gemeinsam als Mehrfachzentrum eine der drei Metropolen in Bayern bilden.
Zu den Mittelzentren der Region gehören die Städte Hersbruck, Herzogenaurach, Lauf a.d. Pegnitz und Roth.
Die Städte Altdorf b. Nürnberg, Hilpoltstein, Höchstadt a.d. Aisch sind Unterzentren, die als mögliche Mittelzentren eingestuft wurden. Weitere Unterzentren der Planungsregion sind Allersberg, Georgensgmünd, Greding, Langenzenn und Schnaittach.
Zu den Kleinzentren der Region Nürnberg gehören die Orte Abenberg, Adelsdorf, Burgthann, Cadolzburg, Großhabersdorf, Heideck, Hemhofen, Mühlhausen, Neuhaus a.d.P., Pommelsbrunn, Röttenbach, Roßtal, Schwanstetten, Spalt, Thalmässing, Velden, Weisendorf und Wilhermsdorf.

## Geschichte
1972 erfolgte die Einteilung des Freistaates Bayern in 18 Planungsregionen auf Grundlage des Bayerischen Landesplanungsgesetzes von 1970. Der Regionale Planungsverband entstand 1973. Aktueller Verbandsvorsitzender ist Alexander Tritthart, Landrat des Landkreises Erlangen-Höchstadt.

## Bildung und Forschung
Die Region Nürnberg verfügt über die zweitgrößte Ansammlung von Universitäten und Hochschulen innerhalb Bayerns. Die Friedrich-Alexander-Universität (FAU) mit ihren Standorten in Nürnberg und Erlangen stellt die drittgrößte bayerische Hochschule dar. Des Weiteren ist mit der TH Nürnberg Georg Simon Ohm (THN) die älteste polytechnische Schule Bayerns in der Region verankert. Neben den Kunsthochschulen Akademie der Bildenden Künste Nürnberg und Hochschule für Musik Nürnberg sind auch die Evangelische Hochschule Nürnberg (EVHN), die Wilhelm Löhe Hochschule Fürth (WLH), die International Business School Nürnberg (IBS) und eine Niederlassung der Hochschule für Ökonomie und Management (FOM) ansässig. Bis 2025 ist des Weiteren die Eröffnung der Technischen Universität Nürnberg, als zehnte bayerische Landesuniversität, auf dem ehemaligen Südbahnhofareal geplant.
Nürnberg ist des Weiteren ein Zentrum der Informations- und Kommunikationstechnologie, sowie der Leistungselektronik und hat mit dem Optical Center of Excellence der Firma Lucent Technologies, ihr größtes Forschungszentrum außerhalb der USA, dem Fraunhofer-Institut, der Fraunhofer-Arbeitsgruppe für Technologien der Logistik-Dienstleistungswirtschaft ATL, einer Außenstelle des Fraunhofer-Institut für Bauphysik, dem Energie Campus Nürnberg, dem Nuremberg Campus of Technology, dem Forschungsinstitut Betriebliche Bildung und dem Institut für Arbeitsmarkt- und Berufsforschung eine Vielzahl an Forschungsinstituten. Auch Erlangen besitzt mit dem Fraunhofer-Institut für Integrierte Schaltungen (IIS), an dem unter anderem das MP3-Dateiformat entwickelt wurde, dem Fraunhofer-Institut für Integrierte Systeme und Bauelementetechnologie (IISB), dem Max-Planck-Institut für die Physik des Lichts, dem Forschungszentrum der Siemens AG, dem Bayerischen Zentrum für Angewandte Energieforschung (ZAE Bayern) Abteilung Thermosensorik und Photovoltaik und dem Bayerischen Laserzentrum (BLZ) ebenso eine große Anzahl von in verschiedenen Forschungsfeldern tätigen Instituten.

## Wirtschaft
Die Planungsregion Nürnberg ist mit Industrieunternehmen (Dehn, Leistritz Group, Max Bögl, Schmitt + Sohn, Siemens), Sportartikelherstellern (Adidas, Puma, uvex), Spielwarenproduzenten (Playmobil, Simba-Dickie-Group, Trix, NSV, Herpa, Bruder), Schreibwarenherstellern (Faber-Castell, Lyra, Staedtler, Schwan-Stabilo), Automobilindustrie (Alcan/Nüral, Leoni, MAN, Schaeffler), Rüstungsunternehmen (Diehl, RUAG Ammotec, RWS), Dienstleistern (DATEV, Ergo Direkt, GfK, Immowelt, Nürnberger Versicherung, SUSE), Druckereien und Verlagen (Olympia-Verlag, Tessloff Verlag, Verlag Nürnberger Presse) sowie Touristik (Museen, Christkindlesmarkt, Kongressen, Messen) der mit Abstand zweitgrößte Wirtschaftsstandort im Bundesland Bayern.

## Bevölkerungsentwicklung
Die folgende Tabelle zeigt die Bevölkerungsentwicklung in der Region Nürnberg seit dem Jahre 1970, aufgeteilt in ihre acht Kreise:
| Jahr | Bevölkerung jeweils zum 1. Januar | Bevölkerung jeweils zum 1. Januar | Bevölkerung jeweils zum 1. Januar | Bevölkerung jeweils zum 1. Januar | Bevölkerung jeweils zum 1. Januar | Bevölkerung jeweils zum 1. Januar | Bevölkerung jeweils zum 1. Januar | Bevölkerung jeweils zum 1. Januar | Bevölkerung jeweils zum 1. Januar |
| Jahr | Nürnberg-Stadt                    | Fürth-Stadt                       | Erlangen-Stadt                    | Schwabach-Stadt                   | Nürnberger Land                   | Fürth-Land                        | Erlangen-Höchstadt                | Roth                              | Region Nürnberg                   |
| ---- | --------------------------------- | --------------------------------- | --------------------------------- | --------------------------------- | --------------------------------- | --------------------------------- | --------------------------------- | --------------------------------- | --------------------------------- |
| 1970 | 477.108                           | 94.774                            | 84.110                            | 31.268                            | 136.275                           | 75.261                            | 79.752                            | 88.650                            | 1.067.198                         |
| 1987 | 470.943                           | 97.480                            | 99.808                            | 35.627                            | 149.127                           | 93.861                            | 106.113                           | 103.944                           | 1.156.903                         |
| 1991 | 497.496                           | 103.362                           | 101.017                           | 35.514                            | 160.616                           | 100.562                           | 117.209                           | 112.859                           | 1.201.244                         |
| 1995 | 492.425                           | 108.418                           | 101.361                           | 38.757                            | 166.156                           | 110.176                           | 124.192                           | 119.572                           | 1.261.057                         |
| 2000 | 486.628                           | 110.477                           | 100.064                           | 38.213                            | 168.024                           | 112.896                           | 128.939                           | 124.187                           | 1.269.428                         |
| 2005 | 499.237                           | 113.459                           | 102.896                           | 38.879                            | 168.389                           | 114.024                           | 130.489                           | 125.708                           | 1.293.081                         |
| 2010 | 503.673                           | 114.044                           | 105.164                           | 38.879                            | 166.260                           | 114.810                           | 131.448                           | 124.186                           | 1.298.464                         |
| 2015 | 509.975                           | 124.171                           | 108.227                           | 40.428                            | 167.643                           | 114.291                           | 134.136                           | 125.140                           | 1.324.011                         |
| 2020 | 518.370                           | 128.497                           | 112.528                           | 40.981                            | 170.792                           | 117.853                           | 137.262                           | 126.749                           | 1.353.032                         |
| 2024 | 526.091                           | 132.032                           | 117.806                           | 41.380                            | 172.941                           | 119.826                           | 141.517                           | 129.595                           | 1.381.188                         |
| Jahr | Nürnberg-Stadt                    | Fürth-Stadt                       | Erlangen-Stadt                    | Schwabach-Stadt                   | Nürnberger Land                   | Fürth-Land                        | Erlangen-Höchstadt                | Roth                              | Region Nürnberg                   |